# Arthur Linton

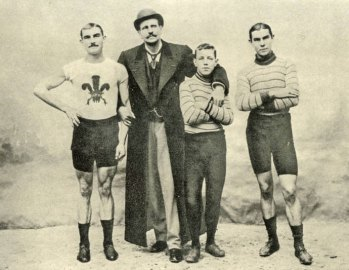
Arthur Linton (l.) mit Choppy Warburton (2.v.l.), Jimmy Michael (2.v.r.) und seinem Bruder Tom

Arthur Vincent Linton (* 28. November 1868 in Seavington St. Michael; † 23. Juli 1896 in Aberdare) war ein walisischer Radrennfahrer.
Arthur Linton bildete gemeinsam mit seinen zwei Brüdern Tom und Sam sowie Jimmy Michael eine Gruppe von international erfolgreichen Radsportlern, die alle aus dem walisischen Ort Aberaman stammten. Er selbst wurde noch im englischen Seavington St. Michael geboren, wo sein Vater einen Pub betrieb. Zu Beginn der 1870er Jahre zog seine Familie nach Wales.
Linton, der schon mit 13 Jahren als Bergmann arbeitete, begann als Jugendlicher, lokale Radrennen zu bestreiten. 1893 wurde der Trainer Choppy Warburton, der für seine Dopingpraktiken berüchtigt war, auf ihn aufmerksam und sein Manager. 1894 schlug Linton zunächst den französischen Meister Jules Dubois und verlor knapp gegen den italienischen Meister (Name unbekannt), weshalb er bei seiner Rückkehr nach Hause als Champion Cyclist of the World gefeiert wurde. Zwischen 1894 und 1896 stellte er zudem fünf Weltrekorde auf.
1896 gewann Linton das Londoner Sechstagerennen. Im selben Jahr siegte er bei Bordeaux–Paris, musste sich diesen Sieg allerdings aufgrund von Unregelmäßigkeiten auf beiden Seiten mit Gaston Rivierre teilen. Vier Wochen später startete er beim 24-Stunden-Rennen Bol d’Or, wobei er sich vollkommen verausgabte und aufgeben musste. Wenig später starb Linton an Typhus. Er gilt allerdings als der erste Dopingtote in der Geschichte des Radsports; sein Immunsystem soll durch die Einnahme unerlaubter Mittel so geschwächt gewesen sein, dass sein Körper der Infektion nichts entgegenzusetzen hatte, wobei diese Annahme nicht erwiesen ist. Allerdings starben auch die weiteren Schützlinge von Warburton, Lintons Bruder Tom, Albert Champion und Jimmy Michael, in jungen Jahren. Zeitgenössische Quellen führten seinen Tod auf die völlige körperliche Verausgabung beim Rennen Bordeaux–Paris zurück, von dessen Folgen er sich nicht mehr erholte.
2009 wurde am Haus der Lintons in Aberdare eine Tafel zur Erinnerung an Arthur Linton enthüllt.